# Gare de Pékin-Fengtai
La gare de Pékin-Fengtai (chinois : 北京丰台站 ; pinyin : Běijīng Fēngtái Zhàn) est une gare ferroviaire chinoise dans le district de Fengtai à Pékin. 
Mise en service en 1896, la gare est fermée en juin 2010 en prévision de la construction de la nouvelle gare de Fengtai. Cette nouvelle gare devrait avoir une taille similaire à celle de la gare de Pékin-Sud.

## Histoire
Mise en service en 1896, la gare est fermée en juin 2010.

## Service des voyageurs

### Intermodalité
La gare de Fengtai est desservie par la ligne 10 du métro de Pékin. La station de métro a ouvert le 5 mai 2013. La ligne 16 desservira également cette gare à l'avenir. 

## Nouvelle gare
La nouvelle gare sera desservie à la fois par des trains à grande vitesse et par des trains standards séparés sur deux niveaux, une première. 
Elle sera la plus grande gare d'Asie. Cette gare devrait également être une des stations terminus de des LGV Pékin - Canton et LGV Pékin - Hong Kong. 
La construction a officiellement commencé mi-2018 et la nouvelle gare devrait ouvrir ses portes en 2021 pour les trains standards et en 2021 pour les trains à grande vitesse.